# Tipula (Eumicrotipula) lanigera lanigera
Tipula (Eumicrotipula) lanigera lanigera is een ondersoort van de tweevleugelige Tipula (Eumicrotipula) lanigera uit de familie langpootmuggen (Tipulidae). De ondersoort komt voor in het Neotropisch gebied.